# Казанский, Николай Николаевич (лингвист)
Никола́й Никола́евич Каза́нский (род. 25 июня 1952, Ленинград) — советский и российский лингвист, филолог, специалист в области классической филологии и сравнительно-исторического изучения индоевропейских языков. Академик РАН (2006).

## Биография
Сын астрофизика Н. А. Козырева, состоявшего в фактическом браке с переводчицей Т. Б. Казанской, дочерью филолога-классика Б. В. Казанского.
Окончил Ленинградский государственный университет по кафедре классической филологии (1974). Изучал классические языки у профессоров А. И. Доватура и А. И. Зайцева, занялся индоевропеистикой под руководством Л. Г. Герценберга.
В 1974—1977 годах прошёл аспирантуру в Ленинградском отделении Института языкознания, впоследствии преобразованном в Институт лингвистических исследований РАН (ИЛИ РАН); ученик члена-корреспондента АН СССР А. В. Десницкой. С 1977 года работает в отделе сравнительно-исторического изучения индоевропейских языков и ареальных исследований ИЛИ РАН (с 1998 года — заведующий этим отделом). Директор Института лингвистических исследований (2001—2017).
В 1980 году защитил кандидатскую диссертацию «Древние греко-анатолийские языковые связи на территории Малой Азии (памфилийский диалект древнегреческого языка)», в 1990 году — докторскую диссертацию «Проблемы ранней истории древнегреческого языка: языковые реконструкции и проблемы языковой нормы».
В 1992 году стажировался при Гарвардском университете (Center for Hellenic Studies, Вашингтон). Стипендиат фонда Александра Онассиса (январь — март 2000). В 2000—2005 годах был представителем России при Европейском культурном центре в Дельфах (Греция).
Профессор филологического факультета СПбГУ. Член Совета по русскому языку при Президенте РФ с 2001 года.
Член-корреспондент Российской академии наук с 30 мая 1997 года по Отделению литературы и языка (языкознание), академик РАН с 25 мая 2006 года. Член бюро ОИФН РАН с 2002 года. Был в президиуме Санкт-Петербургского научного центра РАН. С 2023 года — член президиума новосозданного Санкт-Петербургского отделения (СПбО) РАН.
С 2012 года входит в состав ВАК РФ.
Член редакционных коллегий книжной серии «Литературные памятники» (с 2007), а также журналов «Известия РАН. Серия литературы и языка», «Вопросы языкознания», «Вестник древней истории», «Язык и речевая деятельность» и «Русская литература». Ответственный редактор «Трудов Института лингвистических исследований РАН — Acta Linguistica Petropolitana». Организует ежегодные Конференции памяти профессора И. М. Тронского и выступает в качестве редактора при публикации их материалов.
Супруга — Ванда Пятровна Казанскене (Маникайте; род. 1945), также известный специалист по древнегреческому языку и индоевропеистике, кандидат филологических наук. В браке родились сын и дочь; сын окончил экономический факультет СПбГУ, работает в спортивной сфере; дочь — Мария Николаевна Казанская — филолог-классик, сотрудница ИЛИ РАН, выпускница кафедры классической филологии филологического факультета СПбГУ.

## Научная деятельность
Основная область лингвистических интересов — ранняя история греческого языка, в частности, сопоставление микенского греческого с языком Гомера и данными диалектов I тысячелетия до н. э.; древнегреческая диалектология; реконструкция праиндоевропейского языкового состояния, в частности, системы глагола и ономастики; троянское письмо. Как филолог Н. Н. Казанский занимался творчеством Стесихора, одного из крупнейших древнегреческих лириков, фрагменты текстов которого были обнаружены в 1960-х годах. Ряд работ посвящён реконструкции отдельных поэм (обобщены в монографии «Principles of the Reconstruction of a Fragmentary Text (New Stesichorean Papyri)». СПб., 1997), особенностям эпического творчества, анализу русских стихотворных текстов XX века.
Автор более 150 печатных работ. Выступает также как переводчик с латинского (перевёл одну из книг «Истории» Тита Ливия, 1989), английского (Донн Дж. Поединок со смертью // Звезда. 1999. № 8; совм. с А. И. Янковским) и французского (Бенвенист Э. Словарь индоевропейских социальных терминов. М.: Прогресс, 1995; совм. с Ю. С. Степановым) языков.

## Основные работы
Книги
- Диалекты древнегреческого языка (учебное пособие). Л., 1983. 100 с.
- Предметно-понятийный словарь греческого языка. Крито-микенский период. (Очерк грамматики; составление совм. с В. П. Казанскене). Л., 1986.
- Principles of the Reconstruction of a Fragmentary Text (New Stesichorean Papyri). St. Petersburg, 1997. 154 p.
- Очерк фонологии латинского языка. М., 2017.
- Проблемы лексикологии латинского языка. СПб.: Наука, 2022. 407 с.

Статьи
- К реконструкции категории падежа в праиндоевропейском // Актуальные вопросы сравнительного языкознания. Л., 1989;
- Диахронический аспект изучения эпической формулы // πολύτροπον. М., 1998;
- Праязыковая реконструкция: проблемы и перспективы // Труды Отделения историко-филологических наук РАН. 2003. Вып. 1;
- Пермиссив в древнегреческом языке // Славянское и балканское языкознание. Человек в пространстве Балкан. Поведенческие сценарии и культурные роли. М., 2003;
- Древнегреческо-древнеиндийский билингвизм // Scripta Gregoriana. М., 2003 (совм. с Е. Р. Крючковой);
- Лексические свидетельства греко-индийских контактов // Индоиранское языкознание и типология языковых ситуаций: сборник статей к 75-летию профессора А. Л. Грюнберга / отв. ред. М. Н. Боголюбов. СПб.: Наука, 2006;
- Греческая ученость в индийском преломлении // Восток и Запад в балканской картине мира. Памяти В. Н. Топорова. М.: Индрик, 2007.